# Елвін Мур (вершник)
Елвін Мур (англ. Alvin Moore, 11 листопада 1891 — 9 листопада 1972) — американський вершник.
Бронзовий призер Олімпійських Ігор 1932 року в командній виїздці.